# Kard (groupe)
Pour les articles homonymes, voir Kard (homonymie).
Kard (coréen : 카드; stylisé KARD ou K.A.R.D) est un groupe mixte sud-coréen formé sous DSP Media en 2016. Le groupe est constitué de quatre membres : J.seph, B.M, Somin et Jiwoo.
Le 13 décembre 2016, ils publient leur premier single projet nommé K.A.R.D Project Vol. 1 avec le titre Oh NaNa en collaboration avec une artiste de leur label, Heo Young-ji en tant que la première membre cachée. Leur 2e MV (Music Video) Don't recall a été dévoilé le 16 février 2017.

## Carrière

### Pré-débuts
BM est un ancien participant de l'émission Kpop Star. Il a collaboré au titre de Goo Ha-ra, La La La issu de son premier mini-album Alohara (Can You Feel It?), et a été son partenaire pour les prestations de danse du titre principal Choco Chip Cookies.
De 2012 à 2014, Somin était membre du girl group japonais de DSP Media, Puretty ayant sorti les singles Cheki☆Love en 2012, Shuwa Shuwa BABY en 2013. Le groupe se sépara en 2014, mais il était prévu que les membres re-débutent dans d'autres groupes.
Mi-2014, Somin arriva en finale de Kara Project, un programme télévisé dans lequel sept stagiaires de DSP Media concourraient pour deviner les nouvelles membres des Kara. Elle a terminé à la seconde place de ce concours télévisé.
Le 24 août 2015, Somin a débuté en tant que leader du nouveau girl group de son agence, April. Le 9 novembre de la même année, DSP Media a annoncé qu'après de longues discussions concernant son futur, Somin a décidé qu'elle allait définitivement quitter le groupe,,.

### Depuis 2016:K.A.R.D Project Vol. 1, 2 & 3et Wild Kard
Le 30 novembre 2016, DSP Media a mis en ligne un premier teaser annonçant le début du groupe. Le 1er décembre, l'agence a révélé les deux premiers membres : B.M et Jiwoo. Le lendemain, J.seph et Somin sont présentés à leur tour.
DSP Media a mis en ligne des vidéos de danse en solo de Jiwoo et J.Seph, le 6 décembre. Le même jour, ils ont annoncé le nom de leur premier single projet, K.A.R.D Project Vol. 1 , mais également l'annonce de leur premier showcase, Debut Party, le 12 décembre au Queen Live Hall. Le 7 décembre, les vidéos de danse en solo de BM et Somin sont révélées. Le 8 décembre, Youngji de Kara fut annoncée comme la membre cachée du single projet du groupe Oh NaNa. Le même jour, le  teaser du clip vidéo est mis en ligne,.
Le groupe sort son premier single projet K.A.R.D Project Vol. 1 sort avec le titre principal Oh NaNa, le 13 décembre,. La chanson a été produite par Nassun, qui a fait un caméo dans le clip vidéo, et dont les paroles ont été écrites par les membres B.M et J.Seph. Ils mettent également en ligne le clip vidéo pour la chorégraphie d'Oh NaNa, le 21 décembre.
Le 16 février 2017, le second single projet K.A.R.D Project Vol. 2  sort avec le titre principal Don't Recall, suivi de sa version cachée totalement interprétée en anglais, le 1er mars 2017.
Le 22 mars, la DSP Media a annoncé que le groupe effectuera sa première tournée Wild Kard en Amérique de Nord au mois de mai 2017. Le 22 mars, des dates au Brésil sont rajoutées.
Le 4 avril 2017, l'agence du groupe annonce que K.A.R.D filme son nouveau clip vidéo et a pour but de sortir son troisième single projet K.A.R.D Project Vol. 3 à la mi-Avril.
Le 23 avril 2017,  le troisième single projet K.A.R.D Project Vol. 3 sort avec le titre principal RUMOR. Une semaine après, une « hidden version » (version cachée) est publiée.[pertinence contestée]

## Membres
| Nom de scène | Nom de scène | Nom de naissance         | Nom de naissance | Date de naissance | Nationalité  |
| Romanisé     | Coréen       | Romanisé                 | Coréen           | Date de naissance | Nationalité  |
| ------------ | ------------ | ------------------------ | ---------------- | ----------------- | ------------ |
| J.seph       | 제이셉       | Kim Tae Hyung            | 김태형           | 21 juin 1992      | Sud-coréen   |
| BM           | 비엠         | Kim Jin Seok/Kim Woo Jin | 김진석/김우진    | 20 octobre 1992   | Américain    |
| Somin        | 소민         | Jeon So Min              | 전소민           | 22 août 1996      | Sud-coréenne |
| Jiwoo        | 지우         | Jeon Ji Woo              | 전 지우          | 4 octobre 1996    | Sud-coréenne |

## Discographie

### Mini-albums (EPs)
| Titre                                                                              | Détails | Meilleures positions | Meilleures positions | Meilleures positions | Meilleures positions | Ventes         |
| Titre                                                                              | Détails | COR                  | FRA Down             | US Heat              | US World             | Ventes         |
| ---------------------------------------------------------------------------------- | --- | -------------------- | -------------------- | -------------------- | -------------------- | -------------- |
| Hola Hola                                                                          | - Date de sortie : 19 juillet 2017 - Labels : DSP Media, LOEN Entertainment - Formats : CD, téléchargement numérique  | 2                    | 171                  | 25                   | 3                    | - COR : 18 343 |
| You & Me                                                                           | - Date de sortie : 21 novembre 2017 - Labels : DSP Media, LOEN Entertainment - Formats : CD, téléchargement numérique | 8                    | 170                  | 17                   | 4                    | - COR : 12 775 |
| Ride on the Wind                                                                   | - Date de sortie : 25 juillet 2018 - Labels : DSP Media, Kakao M - Formats : CD, téléchargement numérique             | 7                    | —                    | —                    | 8                    | - COR : 7 681  |
| Way With Words                                                                     | - date de sortie: 26 août 2020 - labels: DSP media, Kakao M - Format                                                  | 12                   |                      |                      |                      |                |
| "—" signifie que l’album ne s'est pas classé ou n'est pas sorti dans cette région. | |                      |                      |                      |                      |                |

### Singles
| Titre                                                                               | Année | Meilleures positions | Meilleures positions | Meilleures positions | Ventes         | Album            |
| Titre                                                                               | Année | COR                  | FIN Down             | US World             | Ventes         | Album            |
| ----------------------------------------------------------------------------------- | ----- | -------------------- | -------------------- | -------------------- | -------------- | ---------------- |
| "Oh NaNa" (featuring Hur Youngji)                                                   | 2016  | —                    | —                    | 5                    | NC             | Hola Hola        |
| "Don't Recall"                                                                      | 2017  | —                    | 18                   | 5                    | NC             | Hola Hola        |
| "Rumor"                                                                             | 2017  | —                    | —                    | 3                    | NC             | Hola Hola        |
| "Hola Hola"                                                                         | 2017  | 76                   | —                    | 4                    | - COR : 28 983 | Hola Hola        |
| "You in Me"                                                                         | 2017  | —                    | —                    | 11                   | - COR : 12 962 | You & Me         |
| "Ride On the Wind"                                                                  | 2018  | —                    | —                    | 19                   | NC             | Ride On the Wind |
| Gunshot                                                                             | 2020  |                      |                      |                      |                | Way With Words   |
| "—" signifie que le titre ne s'est pas classé ou n'est pas sorti dans cette région. |       |                      |                      |                      |                |                  |

## Filmographie

### Dramas
| Année | Titre            | Chaîne    | Membre(s) | Rôle      | Note(s)                   |
| ----- | ---------------- | --------- | --------- | --------- | ------------------------- |
| 2014  | KARA Secret Love | Dramacube | Somin     | Elle-même | Caméo                     |
| 2015  | April Episode    | DSP Media | Somin     | Elle-même | Rôle principal avec April |

### Émissions de variétés/Télé-réalité
| Année | Titre        | Chaîne    | Membre(s) | Rôle        | Note(s)                                                |
| ----- | ------------ | --------- | --------- | ----------- | ------------------------------------------------------ |
| 2014  | Kara Project | MBC Music | Somin     | Concurrente | Elle a participé aux côtés de la membre cachée Youngji |
| 2020  | Good Girl    | Mnet      | Jiwoo     | Concurrente |                                                        |